# Ołeksandr Darahan
Ołeksandr Serhijowycz Darahan (ukr. Олександр Сергійович Дараган; ur. 19 stycznia 1978) – ukraiński zapaśnik w stylu klasycznym. Dwukrotny olimpijczyk. Szósty w Atenach 2004 i czternasty w Pekinie 2008. Startował w kategorii 74 kg. Brązowy medal na mistrzostwach świata w 2001, piąty w 2005. Trzecie miejsce na mistrzostwach Europy w 2001. Mistrz świata juniorów w 1996 i Europy w 1998 roku.